# Opération SharQc
L'Opération SharQc est une vaste opération policière menée principalement au Québec, Canada, le 15 avril 2009 dans le but de réduire notablement les activités illégales des Hells Angels. Elle est probablement la « plus vaste rafle à avoir été menée contre le gang au Canada » et l'aboutissement de trois ans d'efforts de la part de différents corps policiers canadiens, dont la Sûreté du Québec et la Gendarmerie royale du Canada qui ont réalisé 81 enquêtes sur des affaires remontant à 1992,.

## Nom
SharQC est un acronyme qui signifie « Stratégie Hells Angels Rayon Québec ».

## Résumé
Semblable à l'Opération Printemps 2001 mais d'une envergure sans précédent, cette rafle policière s'est appuyée sur une nouvelle théorie judiciaire : « [T]ous les membres des Hells Angels et des Rockers étaient impliqués dans un projet commun pour tuer leurs rivaux et prendre le contrôle du marché de la drogue ».
Sylvain Boulanger, ancien membre des Hell's Angels et principal informateur, aurait commencé à collaborer avec les policiers en juin 2006 et devrait recevoir une somme globale de 2,9 millions CAD (soit l'équivalent de 2 millions d'Euros) pour son aide. Dans l'histoire de la lutte contre le crime organisé au Québec, c'est le plus gros montant jamais versé à un informateur judiciaire. 
SharQc a permis d'arrêter 156 sympathisants des Hells, dont 111 membres en règle (full patch), soit la quasi-totalité des membres québécois. Des suspects ont aussi été arrêtés au Nouveau-Brunswick, en France et en République dominicaine. Les « bunkers » des cinq chapitres de l'organisation au Québec ont été saisis ainsi que des armes et d'importantes quantités de drogues illicites. L'opération a été lancée après trois ans de travail d'environ 200 enquêteurs. 

### Suites judiciaires
Sur les 156 accusés, 107 ont plaidé coupables à une accusation de complot pour meurtre et 2 pour une accusation de meurtre. 37 accusés ont été blanchis en raison de vices de procédure ou délais jugés déraisonnables dont 5 qui étaient accusés de meurtre et 35 condamnés ont vu leur peine réduite pour les mêmes raisons. Enfin, 4 accusés sont morts avant la fin des procédures. Le méga procès s'est terminé en septembre 2016,.
En avril 2011, des « Hells Angels et leurs sympathisants » ont tenté de faire cesser les procédures judiciaires à leur encontre en faisant entendre leurs arguments au juge James Brunton de la Cour supérieure du Québec. En mai 2011, le juge a ordonné la libération de « 31 membres présumés des Hells Angels arrêtés en avril 2009 ». Selon Brunton, les délais pour juger ces personnes sont trop longs. En septembre 2011, des journalistes affirment qu'il existe des « liens entre l'entreprise de construction du gendre du juge James Brunton et le chef des Hells Angels, Normand Ouimet »
En juin 2012, les frais d'avocats s'élèveraient à 6 millions CAD, alors que le procès en est à l'étape du processus de sélection des jurés.
Le 9 octobre 2015, le juge James Brunton ordonne la libération de 5 suspects accusés de meurtre en évoquant « un grave abus de procédure ». Cet échec judiciaire est survenu après la divulgation tardive de preuves cruciales, notamment des documents liés à deux enquêtes menées en 2001 et 2002, qui avaient été demandées par la défense dès 2011 mais n'avaient pas été remises à temps par la poursuite. Cette situation a conduit à l'annulation du procès pour cinq accusés, dont des membres des Hells Angels du chapitre de Sherbrooke. L'ampleur de la preuve dans ce mégaprocès a été telle que l’ensemble des documents accumulés représentait un volume considérable, équivalent à la hauteur de 371 Empire State Building. Cette situation illustre les défis logistiques rencontrés par la défense et la poursuite face à un tel volume d’informations à traiter, renforçant la gravité de la situation ayant conduit à l'annulation du procès.
Au cours des années qui ont suivi l'opération, plusieurs autres accusés ont plaidé coupable, notamment lors de mégaprocès qui ont impliqué des centaines d'accusés. Par exemple, en mars 2015, 21 membres des Hells Angels et leurs sympathisants ont plaidé coupables à une accusation réduite de complot pour meurtre. La majorité de ces accusés provenaient des sections Montréal et South, avec des peines de prison variant entre 12 et 13 ans, réduites par le temps déjà purgé en détention préventive. De plus, l'un des mégaprocès les plus médiatisés a été annulé en 2015 après que 18 accusés aient plaidé coupables à une accusation de complot pour meurtre, mettant ainsi fin à un procès très complexe et coûteux.
Les jugements successifs ont entraîné des libérations, certains accusés ayant purgé moins de six mois supplémentaires de prison en raison du doublement du temps de détention préventive. Malgré ces avancées, la gestion de ces énormes procès a suscité des critiques, notamment concernant leur faisabilité. Les avocats et certains juges ont exprimé leurs préoccupations quant à la lourdeur et à la longueur de ces procès, qui peuvent devenir des « monstres ingérables » en raison du volume de preuves et de l'impact sur les jurés. 
L'opération SharQc a reposé sur un volume de preuve hors de l'ordinaire. L’équipe de production d’une série documentaire a eu un accès au disque dur regroupant l'intégralité des éléments de preuve, soit un document massif contenant plus de 4,3 millions de fichiers. À ce rythme, il aurait fallu plus de sept ans pour consulter l'ensemble de ces données. En parallèle, la quantité de documents imprimés accumulés dans le cadre de l'enquête était telle qu'elle aurait atteint la hauteur de 371 Empire State Building.